# Phạm Đăng Lâm
Phạm Đăng Lâm (12 tháng 6 năm 1918 – 2 tháng 6 năm 1975) là nhà ngoại giao người Việt Nam, cựu Ngoại trưởng dưới thời Thủ tướng Nguyễn Khánh và Trần Văn Hương. Về sau lên làm Phó Thủ tướng Việt Nam Cộng hòa dưới thời Thủ tướng Nguyễn Văn Lộc. Ông còn là đại sứ Việt Nam Cộng hòa cuối cùng tại Vương quốc Liên hiệp Anh. Ông nổi danh trên cương vị là nhà đàm phán chính của phía Việt Nam Cộng hòa trong Hội nghị Hòa bình Paris năm 1973 nhằm chấm dứt Chiến tranh Việt Nam và sự chung sống hòa bình giữa hai miền Nam Bắc.

## Tiểu sử

### Thân thế và học vấn
Phạm Đăng Lâm sinh ngày 12 tháng 6 năm 1916 tại Vĩnh Long, Nam Kỳ, Liên bang Đông Dương. Ông tốt nghiệp Cử nhân Viện Đại học Đông Dương và tốt nghiệp Cao học Luật Đông Dương năm 1955.

### Sự nghiệp chính trị
Năm 1955, ông lên làm Tổng Thư ký Bộ Ngoại giao Quốc gia Việt Nam. Từ năm 1963 đến năm 1964, ông đảm nhận chức Tổng trưởng Bộ Ngoại giao trong chính phủ lâm thời Nguyễn Ngọc Thơ.
Sau khi Tướng Nguyễn Khánh lên nắm quyền vào tháng 2 năm 1964 từ sau cuộc chỉnh lý, ông lại làm Tổng trưởng Bộ Ngoại giao một lần nữa vào tháng 11 cùng năm, thay thế Tổng trưởng tiền nhiệm Phan Huy Quát.
Năm 1965, ông được điều động sang làm Đại sứ Việt Nam Cộng hòa tại Philippines.
Trong quá trình đàm phán Hiệp định Hòa bình Paris, ông giữ chức vụ Trưởng đoàn đàm phán của Việt Nam Cộng hòa, đồng thời kiêm nhiệm Tổng Lãnh sự Việt Nam Cộng hòa tại Paris.

### Cuối đời
Sau biến cố 30 tháng 4 năm 1975, Phạm Đặng Lâm lúc này đang là Đại sứ Việt Nam Cộng hòa tại Vương quốc Liên hiệp Anh và Hà Lan, đã nói qua điện thoại với Võ Văn Sung, Đại sứ Việt Nam Dân chủ Cộng hòa tại Pháp rằng ông sẽ sắp xếp việc bàn giao đại sứ quán của chế độ cũ cho phía chính quyền cộng sản.
Ông qua đời ngày 2 tháng 6 năm 1975 tại Paris sau một thời gian dài chống chọi với bệnh tật.

## Vai trò đàm phán
Sáng ngày 27 tháng 11 năm 1972, ông tới gặp Trưởng đoàn Mỹ về Hiệp định Hòa bình Paris, William J. Porter để thảo luận về việc soạn thảo các văn kiện Hòa bình. Sau cuộc họp, Porter có báo cáo với Henry Kissinger về những suy nghĩ của Phạm Đăng Lâm như sau:
"Ông [Lâm] nhấn mạnh nhu cầu chuẩn bị tâm lý cho Sài Gòn để dự thảo thỏa thuận. Ông ấy nói rằng khi thỏa thuận mà mình vừa trình bày tại Sài Gòn, nó trông y như một 'quả bom nổ chậm' vì Đại sứ Bunker đã thông báo với Tổng thống Thiệu rằng các cuộc họp ngày 8–11 tháng 10 cho thấy những dấu hiệu thể hiện ý định đàm phán nghiêm túc của Việt Nam Dân chủ Cộng hòa và sẵn sàng tách quân sự khỏi vấn đề chính trị, nhưng chẳng có gì khác hơn ngoài bản phác thảo sơ sài này. Vì vậy, khi dự thảo hiệp định được trình bày là điều tốt nhất có thể đạt được vào thời điểm đó, giới lãnh đạo Sài Gòn đã không thể hiểu nổi tại sao người Mỹ lại tin như vậy".
"Ông nói rằng vấn đề dư luận công chúng Mỹ và sự ủng hộ của Quốc hội là yếu tố chính mà Sài Gòn chưa nắm bắt được trước đó, và cho biết ông cũng đã nói một số điều rất quan trọng về mối quan hệ Mỹ/Việt Nam Cộng hòa sau khi ký kết hiệp định. Nếu mà Sài Gòn nắm bắt chuyện này sớm hơn, chúng sẽ giúp ích rất nhiều cho quá trình chuẩn bị tâm lý".
Trong Hiệp định Hòa bình Paris, liên quan đến cả miền Bắc và miền Nam Việt Nam, ông nhấn mạnh rằng sự cùng tồn tại như vậy phải dựa trên sự tôn trọng lẫn nhau và nhân dân hai miền Nam Bắc được phép đi theo bất kỳ con đường nào mà họ đã chọn. Ông nói thêm rằng điều này cũng có nghĩa là hai miền Nam Bắc có thể có quan hệ hữu nghị với các nước láng giềng. Nếu Hiệp định Hòa bình Paris thực hiện đúng vai trò của nó, ông tuyên bố "Sự đoàn kết của Đông Nam Á khi đó sẽ trở thành hiện thực sống động". Theo ông, để có được hòa bình và đoàn kết ở Đông Nam Á, cần có sự chung tay và nỗ lực của tất cả mọi người trên thế giới nhằm duy trì điều này.